# 劉氏 (劉旻女)
北汉的公主刘氏（10世纪—10世纪），北汉世祖皇帝刘旻之女。

## 生平
她封号不詳，只知她嫁與薛钊，至少有两子劉繼恩、劉繼忠。当时还是后汉高祖刘知远在位时。薛钊一次趁酒醉砍杀妻子，公主逃得一命，薛钊被令自裁。公主改嫁何氏，不久何氏去世，公主也去世。薛钊和公主所生的儿子刘继恩、和何氏所生的儿子继元被舅舅刘钧收养，后来，两人相继继承了北汉的皇位。

## 夫
- 薛钊，生子劉繼恩、劉繼忠
- 何某，生子劉繼元